# Elysius phantasma
Elysius phantasma är en fjärilsart som beskrevs av William Schaus 1905. Elysius phantasma ingår i släktet Elysius och familjen björnspinnare. Inga underarter finns listade i Catalogue of Life.